# Cichorium bottae
Espèce
Cichorium bottae Deflers est une espèce de plantes à fleurs de la famille des Asteraceae qui fait partie des chicorées (plantes du genre Cichorium).